# Tosha Schareina
Tosha Schareina Marzal (Valencia, España, 3 de junio de 1995) es un piloto motociclístico de rallyes y de motocross español, que cuenta en su palmarés con destacadas actuaciones en el Rally Dakar, donde obtuvo el segundo puesto en 2025, así como en otras competiciones internacionales, como su victoria en el Rally de Marruecos y la tercera posición en el Campeonato Mundial de Rally Raid (W2RC) de 2024.

## Primeros años
Schareina es hijo de alemán y de española: sus padres son Torsten Alexander Schareina (nacido en Brunswick, cerca de Hannover) y Mara Marzal. Se aficionó desde muy temprana edad al mundo del motociclismo, donde lo introdujo su tío materno Mariano, que competía a nivel regional en pruebas de motocross. Siendo un niño, ya practicaba con su motocicleta en el circuito de Paterna, localidad valenciana donde vivía su tío.

## Carrera
Formado en numerosas pruebas disputadas en España, comenzó su andadura en el Rally Dakar con una motocicleta KTM en el año 2021, edición en la que logró una meritoria decimotercera plaza en la clasificación general (además de imponerse en la categoría maratón). Cuatro años después, ambicionaba convertirse en el primer piloto español campeón en la categoría de motos en el Dakar desde el año 2015, después de Marc Coma. Otro de sus referentes es el piloto Joan Barreda, predecesor de Schareina en el equipo Honda.
En la edición de 2025 del Dakar participó como piloto oficial en la estructura del equipo Monster Energy Honda HRC, una vez recuperado de la rotura de muñeca que sufrió tras una caída en la edición de 2024. Esta lesión, que le impidió puntuar en el Dakar 2024 y participar en el Abu Dhabi Desert Challenge, evitó que pudiera aspirar al título del Mundial FIM W2RC, en el que a pesar de todo logró la 3ª plaza mundialista, gracias a su regreso al Mundial en el Rally de Portugal con victoria (3 triunfos de etapa), su 2º puesto en el Desafío Ruta 40 (ganó el prólogo y 2 etapas más) y a la 2ª posición lograda en el Rally de Marruecos (ganó el prólogo y otras dos etapas).

## Palmarés
- Vencedor del Hispania Rally en 2019.
- Vencedor de la Copa de Enduro del 2020.
- Vencedor Rally Todo Terreno de Cuenca en 2020.
- Vencedor del Baja Aragón en 2022 y 2023 y subcampeón en 2019 y 2021.
- Vencedor del Desafío Ruta 40 en 2023 y subcampeón en 2024.
- Vencedor de la Copa del Mundo FIM E-XPLORER del 2024.
- Vencedor de la BP Ultimate Rally Raid Portugal de 2024.
- Vencedor del Rally dos Sertões en 2025.
- Subcampeón del Sonora Rally en 2023.
- Subcampeón del Rally de Marruecos en 2024.
- Subcampeón del Rally Dakar de 2025.

## Resultados

### Rally Dakar
| Año     | Clase | Escudería                 | Vehículo | Posición | Etapas |
| ------- | ----- | ------------------------- | -------- | -------- | ------ |
| 2021    | Motos | FN Speed - KTM Team       | KTM      | 13.º     | -      |
| 2023    | Motos | Bas World KTM Racing Team | KTM      | 13.º     | -      |
| 2024    | Motos | Monster Energy Honda Team | Honda    | Ret.     | 1      |
| 2025    | Motos | Monster Energy Honda Team | Honda    | 2.º      | 1      |
| Fuente: |       |                           |          |          |        |

### Campeonato Mundial de Rally Raid (FIM)
| Año     | Clase | Categoría | Vehículo | Posición | Puntaje | Victorias    |
| ------- | ----- | --------- | -------- | -------- | ------- | ------------ |
| 2023    | Motos | -         | KTM      | NC*      | 0       | 1 (Ruta 40)  |
| 2024    | Motos | RallyGP   | Honda    | 3.º      | 70      | 1 (Portugal) |
| Fuente: |       |           |          |          |         |              |

Notas:
- NC: No cumplió con los lineamientos de la competencia.